# Красносілка (Судилківська сільська громада)
Красносі́лка — село в Україні, у Судилківській сільській територіальній громаді Шепетівського району Хмельницької області. Населення становить 395 осіб.
Поблизу села знаходиться джерело води, яке є популярним місцем у мешканців села і міста Шепетівка.

## Географія
Село розташоване на правому березі річки Гуски.

## Герб
«Красне село», золоті мальви на червоному тлі – стилізація назви села, геральдично правий хвилястий бічник – село розташоване на правому березі річки Гуски.

## Історія
У 1906 році село Судилківської волості Ізяславського повіту Волинської губернії. Відстань від повітового міста 24 верст, від волості 4. Дворів 41, мешканців 245.
22 червня 2023 року рішенням №230 Національної комісії зі стандартів державної мови віднесено до списку населених пунктів, які «можуть не відповідати лексичним нормам української мови», зокрема стосуватися «російської імперської чи колоніальної політики». Громаді рекомендовано обґрунтувати доцільність збереження поточної назви або запропонувати нову назву в установленому законодавством порядку.